# N 13 (Ukraine)
Die N 13 (kyrillisch Н 13) ist eine ukrainische Fernstraße „nationaler Bedeutung“. Sie führt von Lemberg in südlicher Richtung über Sambor und Peretschyn nach Uschhorod.